# Le Pays du Calaisis
Le Pays du Calaisis est un syndicat mixte SYMPAC chargé de l'élaboration du SCoT (Schéma de cohérence territoriale).

## Historique
- 19 mars 2010 à Fiennes la phase 2 est validée. il s'agit du PADD : définition du projet d'aménagement de développement durable.
- 6 janvier 2014 : approbation du SCoT.
- 27 novembre 2015 : approbation de la modification n°1.
- 28 avril 2017 : approbation de la modification n°2.

## Intercommunalités du Calaisis
Le schéma de cohérence territoriale du pays du Calaisis intègre trois intercommunalités (soit 52 communes et plus de 156000 habitants) : 
- la communauté d'agglomération Grand Calais Terres et Mers ;
- la communauté de communes de la Région d'Audruicq ;
- la communauté de communes Pays d'Opale.